# FK Hajduk Kula
OFK Hajduk je nogometni klub iz Kule.
Igra na stadionu koji može primiti 6000 gledatelja.
Boje kluba su plava i bijela.

## Povijest
Klub je osnovan 1912. godine.
Klupske boje 1932. bile su crvena i bijela.
U sezoni 2006./07. igraju Kup UEFA, i to je najveći uspjeh kluba od osnivanja. Klub je zbog financijskih problema, gomilanih od 1991. do 2011. ugašen u ljeto 2013.
Ipak, legitimni nasljednik OFK Hajduk (Omladinski fudbalski klub Hajduk).,  preuzeo je cjelokupnu upravu, omladinsku školu, PR službu, pomoćne terene i stadion FK Hajduk.  U OFK Hajduk se od ljeta 2013. natječu sve omladinske selekcije u 1. ligi Vojvodine, dok će seniorska momčad početi s natjecanjem u sezoni 2013./14. u trećoj ligi.